# Kypello Ellados 1932-1933
La Coppa di Grecia 1932-1933 è stata la 2ª edizione del torneo. La competizione è terminata l'8 novembre 1931. L'Ethnikos Pireo ha vinto il trofeo per la prima volta, battendo in finale l'Aris Salonicco.

## Primo turno
Zona Atene-Il Pireo
| Squadra 1       | Risultato    | Squadra 2        |
| --------------- | ------------ | ---------------- |
| AEK Atene       | 3 – 1        | Atromītos        |
| Panathīnaïkos   | 5 – 0        | Argonaftis Pireo |
| Apollōn Smyrnīs | 2 – 1        | Asteras Atene    |
| Ethnikos Pireo  | 2 – 0 a tav. | Amina Pireo      |

## Ottavi di finale
Zona Atene-Il Pireo
| Squadra 1       | Risultato   | Squadra 2      |
| --------------- | ----------- | -------------- |
| AEK Atene       | 1 – 1 (dts) | Ethnikos Pireo |
| Olympiacos      | 4 – 1       | Falirikos      |
| Panathīnaïkos   | 6 – 0       | Goudi Atene    |
| Apollōn Smyrnīs | 2 – 0       | Attikos        |

Zona Salonicco
| Squadra 1                  | Risultato | Squadra 2            |
| -------------------------- | --------- | -------------------- |
| Arīs Salonicco             | 4 – 2     | Meliteas             |
| Īraklīs                    | 3 – 1     | PAOK                 |
| Megas Alexandros Salonicco | 1 – 4     | Thermaïkos Salonicco |

Passa automaticamente il turno:
| Squadre                   |
| ------------------------- |
| Mikrasiatiki Enosi Toumba |

Rigiocata
| Squadra 1      | Risultato | Squadra 2 |
| -------------- | --------- | --------- |
| Ethnikos Pireo | 1 – 0     | AEK Atene |

## Quarti di finale
Zona Atene-Pireo
| Squadra 1      | Risultato | Squadra 2       |
| -------------- | --------- | --------------- |
| Ethnikos Pireo | 2 – 1     | Apollōn Smyrnīs |
| Panathīnaïkos  | 1 – 6     | Olympiacos      |

Zona Salonicco
| Squadra 1      | Risultato | Squadra 2                 |
| -------------- | --------- | ------------------------- |
| Arīs Salonicco | 3 – 0     | Thermaïkos Salonicco      |
| Īraklīs        | 6 – 1     | Mikrasiatiki Enosi Toumba |

## Semifinali
Zona Atene-Pireo
| Squadra 1      | Risultato | Squadra 2  |
| -------------- | --------- | ---------- |
| Ethnikos Pireo | 2 – 1     | Olympiacos |

Zona Salonicco
| Squadra 1 | Risultato | Squadra 2      |
| --------- | --------- | -------------- |
| Īraklīs   | 1 – 3     | Arīs Salonicco |

## Finale

### Prima finale
| Arbitro: | Douskas |

|                          |           |                                |
| Angelakis 25’ Kitsos 65’ | Marcatori | 30’ Tsiritakis 47’ Deligiorgis |

### Finale ripetuta
| Arbitro: | Oikonomopoulos |

|                                |           |              |
| Tsiritakis 54’ Alexopoulos 55’ | Marcatori | 48’ Kaltekis |